# Korkeasaari (Finland)
Korkeasaari (Fins) of Högholmen (Zweeds) is een eiland vlak voor de kust van Helsinki. Op dit eiland is sinds 1889 de dierentuin van Helsinki, Korkeasaari Zoo gevestigd. Met de naam 'Korkeasaari' wordt daarom ook sinds jaar en dag de dierentuin aangeduid. Het eiland heeft een oppervlakte van 22 hectare.

## Geschiedenis
Korkeasaari is een geliefd eiland bij de bevolking. Koning Johan III verleende in 1569 toestemming aan de inwoners van Helsinki om enkele andere eilanden, waaronder Korkeasaari, te bezoeken. Het eiland werd in die tijd vooral gebruikt als een plek om te vissen en om vee te hoeden. In het begin van de negentiende eeuw werd het eiland gebruikt als opslagplaats voor hout.
Tijdens de Krimoorlog kwam het eiland onder kustbewaking en was het alleen toegankelijk voor het leger. Na afloop van de oorlog in 1856 bleef dit zo. Maar na een in de kranten gevoerde polemiek in 1864 zwichtte het leger en werd het eiland weer toegankelijk voor het publiek. Er kwam een stoombootverbinding naar het eiland, waar onder andere een restaurant, een dansvloer en een kegelbaan kwamen. Het eiland werd een zeer geliefde bestemming. In 1883 werd het eiland verder ontwikkeld met wegen en verdere voorzieningen, waarna de dierentuin in 1889 zijn deuren opende.